# Serie di Bowen

Diagramma della serie di Bowen

Con Serie di Bowen si intendono alcune leggi empiriche in base alle quali è possibile definire il processo di cristallizzazione dei fusi basici stabilite da Norman L. Bowen.
Il magma primario nel caso in cui sia basico, ossia ricco di minerali femici, e portato ad alta temperatura, segue contemporaneamente due processi di cristallizzazione: 
- la serie continua che riguarda la cristallizzazione della serie isomorfa dei plagioclasi e
- la serie discontinua che riguarda la cristallizzazione della famiglia dei silicati (in ordine dai nesosilicati come l'olivina, ai pirosseni, anfiboli e tettosilicati come il quarzo).

Il magma, diminuendo la sua temperatura, si differenzia in senso sialico, cioè acido: infatti i minerali femici, che sono altofondenti, cristallizzano prima separandosi dalla massa fusa.

## Serie discontinua
La serie discontinua di Bowen riguarda la formazione dei silicati, i quali reagiscono progressivamente con il fuso, durante il suo raffreddamento, formando minerali a partire da quelli con strutture più semplici come i nesosilicati fino a quelle più complesse come i tettosilicati. 
A questo proposito l'olivina è il primo minerale a cristallizzare (poiché ha un'elevata temperatura di fusione), seguita dalla specie dei pirosseni, poi anfiboli e infine tettosilicati come il quarzo. In rari casi, se dopo la cristallizzazione di quest'ultimo vi è ancora del fuso residuo, questo cristallizzerà autonomamente, senza influenzare la serie discontinua (né quella continua)

## Serie continua
A differenza dei minerali della serie discontinua, quelli della serie continua presentano tutti la stessa struttura, ma modificano la propria composizione (sono appunto una serie isomorfa). 
In questa cristallizzazione in serie, i primi minerali a precipitare nel fuso sono quelli che contengono calcio seguiti a poco a poco da quelli che al calcio sostituiscono il sodio. Si formerà così una roccia che sarà una miscela solida formata da tutti i rapporti di combinazione possibili tra i due termini puri, ovvero plagioclasio calcico e plagioclasio sodico.
In teoria, i plagioclasi contenuti nella roccia presenteranno un nucleo ricco in calcio via via ricoperto da strati concentrici fino a quello più esterno ricco in sodio.